# Південні залізниці
Південні залізниці — засновані в українських губерніях у 1907 році внаслідок об'єднання Курсько-Харківсько-Севастопольської та казенної Харківсько-Миколаївської залізниць. Залізничне управління було розташоване в місті Харків (Привокзальний майдан).

## Передісторія
Початок так званої «Південної лінії» поклала казенна Московсько-Курська залізниця (1864—1868). Її подовженням стала приватна Курсько-Харківсько-Азовська залізниця, яка з'єднала Слобожанщину з Приазов'ям (Надазов'ям, Приозів'ям).
1874 року концесія на будівництво від станції Лозова до Севастополя передана Петру Губоніну.
Будівництво Лозово-Севастопольської залізниці  завершено у 1875 році, яка дійшла до станції Севастополь.  Тоді ж була викуплена державною скарбницею.
У січні 1896 року об'єднана з Курсько-Харківсько-Азовською та часткою Костянтинівської в Курсько-Харківсько-Севастопольську залізницю.

## Історія
У 1907 році Курсько-Харківсько-Севастопольська залізниця об'єднана з Харківсько-Миколаївською залізницею у казенні Південні залізниці.
У 1909 році побудована та відкрита дільниця Гребениківка — Низи.
1 січня 1931 року, відповідно до Наказу НКШС від 22.12.1930 року № 1957, до Південних залізниць приєднані Донецькі залізниці (Північно-Донецька).
З 1 лютого 1934 року, згідно з Наказом НКШС від 17.12.1933 року № 499Ц Південні залізниці поділені на дві окремі — Південну та Донецьку залізниці.

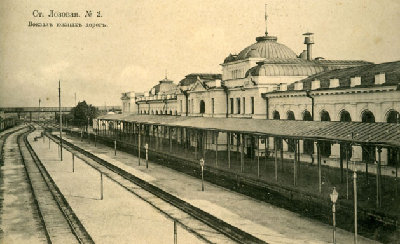
Вокзал станції Лозова
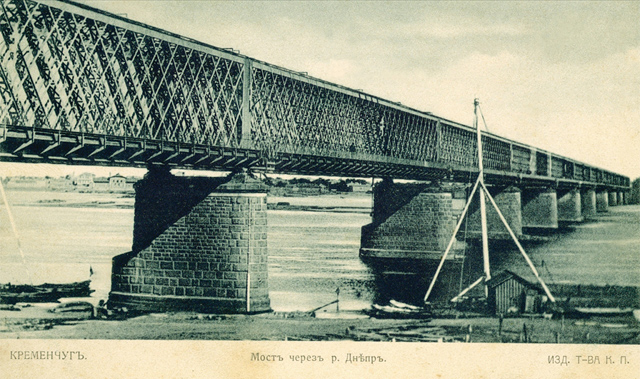
Крюківський міст у Кременчуку наприкінці XIX століття
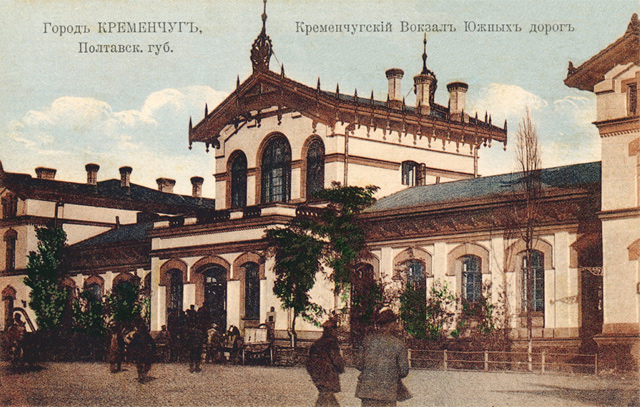
Вокзал станції Кременчук
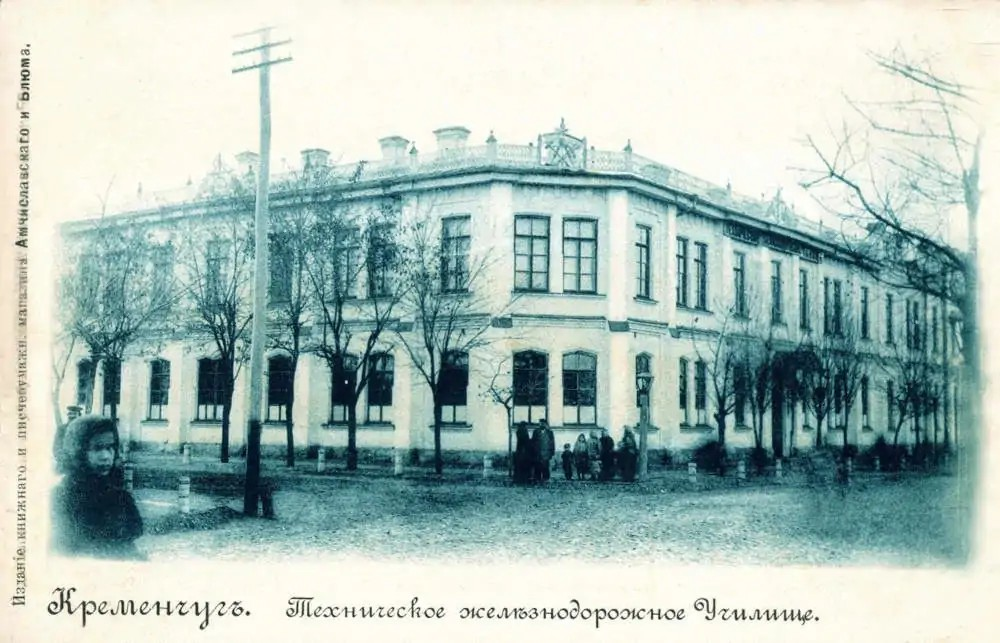
Кременчук. Технічне залізничне училище. Видавництво книжкового магазину Амчиславського і Блюма
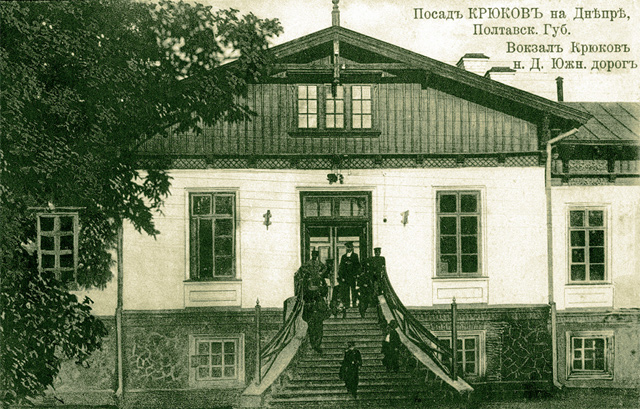
Вокзал станції Крюків-на-Дніпрі

## Вузлові станції
- Харків-Пасажирський
- Олександрівськ I
- Лозова
- Синельникове I
- Павлоград I
- Федорівка
- Новоолексіївка
- Джанкой
- Сарабуз

## Гілки залізниці
- Синельникове I — Катеринослав  (54 версти)
- Новоолексіївка — Генічеськ  (14 верст)
- Сарабуз — Євпаторія

## Схема об'єднання залізниць
Південні залізниці:
- Курськ — Севастополь, з гілками Бєлгород — Куп'янськ, Джанкой — Феодосія та Джанкой — Керч, Сарабуз — Євпаторія;
- Харків — Знам'янка — Миколаїв — Херсон, з гілками Люботин — Ворожба, Кременчук — Ромни, Користівка — П'ятихатки;
- Полтава — Лозова — Микитівка з гілками Краматорска — Попасна, Констянтинівка — Ясинувата.

| Південні залізниці (1930) ‒ (1934) | Південні (1917)                               | Південні (1907)         | Курсько-Харківсько-Севастопольська (1896) | Курсько-Харківсько-Азовська (1870) | Харківско-Таганрозька (1869)   |
| Південні залізниці (1930) ‒ (1934) | Південні (1917)                               | Південні (1907)         | Курсько-Харківсько-Севастопольська (1896) | Лозово-Севастопольська (1872)      |                                |
| Південні залізниці (1930) ‒ (1934) | Південні (1917)                               | Південні (1907)         | Курсько-Харківсько-Севастопольська (1896) | Обоянська (1881)                   |                                |
| Південні залізниці (1930) ‒ (1934) | Південні (1917)                               | Південні (1907)         | Курсько-Харківсько-Севастопольська (1896) | Джанкой-Феодосійська (1892)        |                                |
| Південні залізниці (1930) ‒ (1934) | Південні (1917)                               | Південні (1907)         | Харківсько-Миколаївська (1878)            | Харківсько-Миколаївська (1872)     | Харківсько-Кременчуцька (1869) |
| Південні залізниці (1930) ‒ (1934) | Південні (1917)                               | Південні (1907)         | Харківсько-Миколаївська (1878)            | Сумська (1878)                     |                                |
| Південні залізниці (1930) ‒ (1934) | Південні (1917)                               | Бєлгород-Сумська (1904) |                                           |                                    |                                |
| Південні залізниці (1930) ‒ (1934) | Південні (1917)                               | Токмацька (1914)        |                                           |                                    |                                |
| Південні залізниці (1930) ‒ (1934) | Північно-Донецька (Донецькі залізниці) (1908) |                         |                                           |                                    |                                |

## Галерея

Старовинні світлини станцій «Південної залізниці»
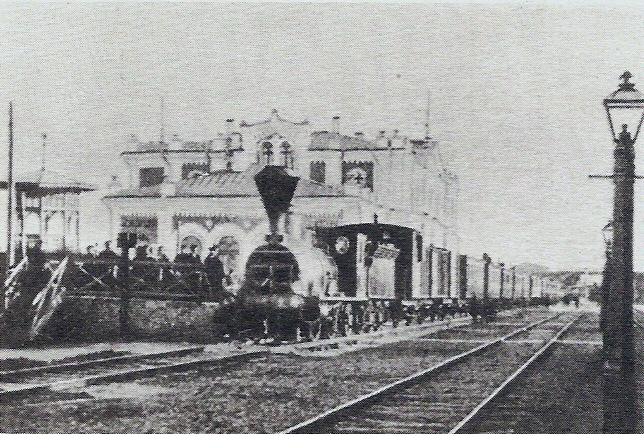
Перший потяг на станції Харків-Пасажирський
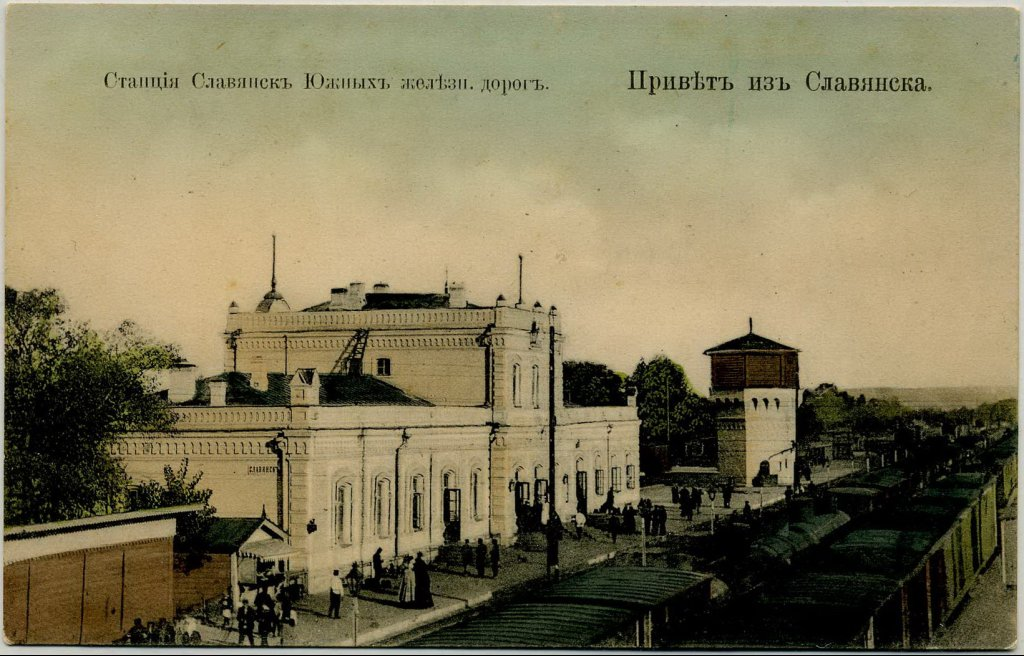
Вокзал станції Слов'янськ
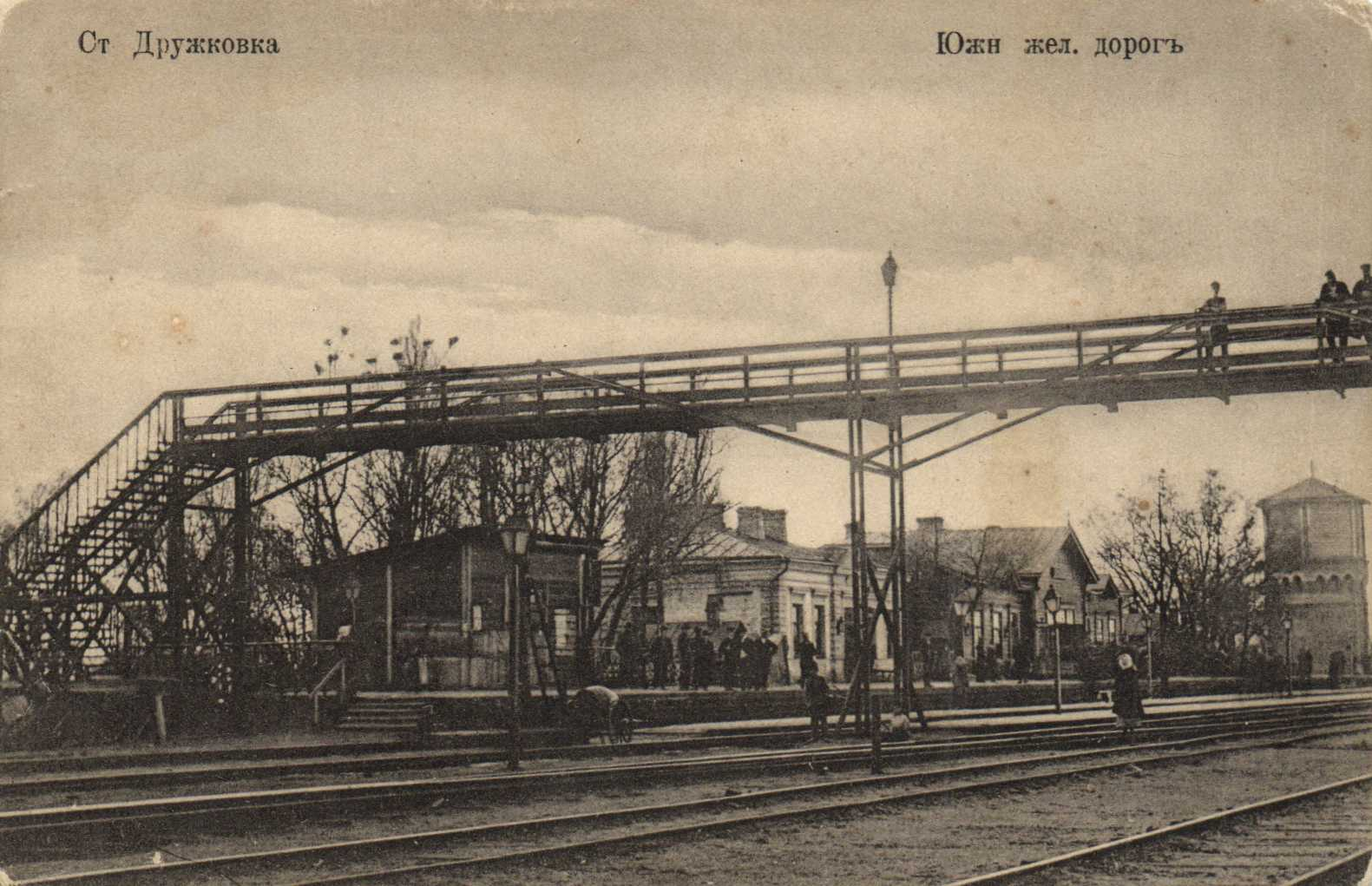
Станція Дружківка
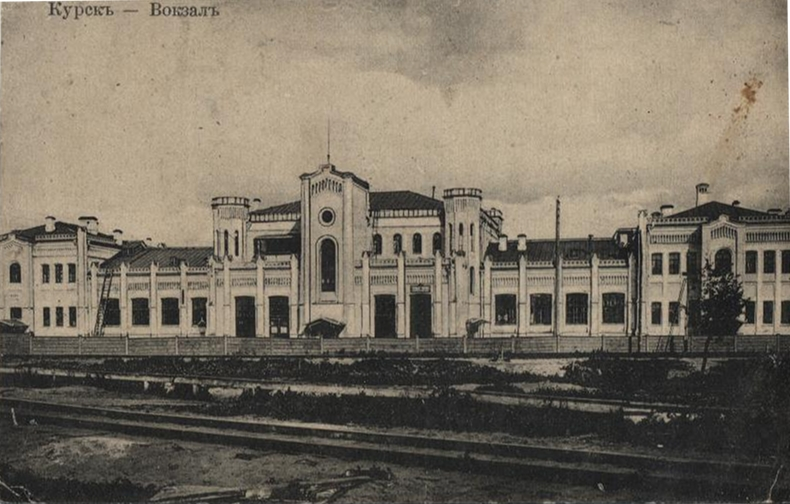
Ямський вокзал Курська на початку XX століття